# Водянское (Донецкая область)
Водя́нское (Во́дяное, укр. Водянське) — посёлок, входит в Добропольский городской совет Донецкой области Украины.
Население по переписи 2001 года составляло 1 725 человек. Почтовый индекс — 85040-85041. Телефонный код — 6277. Код КОАТУУ — 1411545300.

## Местный совет
Посёлок Водянское подчинён Белицкому городскому совету.
Адрес местного совета: 85043, Донецкая обл., Добропольский городской совет, город Белицкое, ул. Мира, 20.